# Open Sound System
开放声音系统（Open Sound System，OSS）是一個在 Unix 操作系統上用於發出和取得聲音的介面。它是基於標準的 Unix 設備（即 POSIX 的讀、寫、ioctl 等）。
OSS 是在 1992年由 Hannu Savolainen 創造的，目前可用於11個主流的類Unix操作系統。OSS 可以在4種授權選擇下發布，其中3種是自由軟體授權，因此 OSS 是自由軟體。

## API
這個 API 設計成使用傳統 Unix 的 open()、read()、write() 和 ioctl() 架構，存取特定的設備。例如，聲音輸入和輸出的預設設備是 /dev/dsp。使用Shell 的例子：
```
cat 
/dev/urandom
 >/dev/dsp # plays 
white noise
 through the speaker
cat /dev/dsp >a.a # reads data from the microphone and copies it to file a.a
```

## 免費，專有，自由
2007年7月，4Front Technologies 發布用於 OpenSolaris 的 CDDL 和用於 Linux 的 GPL 授權的 OSS 原始碼。 2008年1月4Front Technologies發布基於 FreeBSD （和其它 BSD 系統）下BSD許可證的 OSS。